# Theaterwissenschaftliches Institut
Das Theaterwissenschaftliche Institut wurde am 10. November 1923 in Berlin gegründet und war weltweit das erste seiner Art.

## Geschichte

### Gründung
Die Gründung des Instituts geht auf den Germanisten Max Herrmann zurück, der 1900 die ersten theaterwissenschaftlichen Vorlesungen innerhalb des Germanistischen Instituts an der Berliner Universität hielt. Herrmann trat für die Emanzipation der Theaterwissenschaft von der Germanistik ein.
Mit der Konstituierung der „Gesellschaft der Freunde und Förderer des Theaterwissenschaftlichen Instituts an der Universität Berlin“ durch Bruno Satori-Neumann im Jahr 1920, der unter anderem Max Reinhardt und Gerhart Hauptmann angehören, wurde die Diskussion um die Gründung des Instituts vorangetrieben. 1923 wurde das Theaterwissenschaftliche Institut eröffnet, mit Max Herrmann und Julius Petersen als alternierende Leiter. Ab 1925 war es selbständiges Universitätsinstitut.

### Zeit des Nationalsozialismus
Bereits 1933 wurde die Theaterwissenschaft der NS-Ideologie untergeordnet. Max Herrmann erhielt als Jude Berufsverbot und wurde 1942 im KZ Theresienstadt ermordet. 1944 erhielt Herrmanns ehemaliger Assistent Hans Knudsen die Ernennung zum Außerordentlichen Professor für Theaterwissenschaft mit gleichzeitiger Übernahme der Direktion des Theaterwissenschaftlichen Instituts.

### 1945 bis 2006

#### West-Berlin
Nach dem Ende des Zweiten Weltkriegs wurde die Tradition des Theaterwissenschaftlichen Instituts an der Freien Universität (FU Berlin) fortgeführt. „1947“, schreibt der Ostberliner Theaterwissenschaftler Ernst Schumacher mit kritischem Unterton, „ging Knudsen unter Mitnahme geretteter Bibliotheksbestände nach West-Berlin und wurde 1948 zum Oridinarius des theaterwissenschaftlichen Instituts der neu gegründeten Freien Universität berufen“. Von 1977 bis 1995 hatte Henning Rischbieter, Gründer des Theatermonatsmagazins Theater heute, eine Professur inne. 1996 wurde Erika Fischer-Lichte Direktorin des Instituts.

#### Ost-Berlin
Nach fünfzehnjähriger Unterbrechung nahm 1960 auch die Humboldt-Universität (HU Berlin) die alte Tradition wieder auf und eröffnete mit Leopold Magon als Direktor das Institut für Theaterwissenschaft in Ost-Berlin. (Ein Antrag auf Umbenennung in Max-Hermann-Institut wurde abgelehnt.) Nach Magons Emeritierung folgten 1962 Rudolf Münz und 1966 Ernst Schumacher als Direktoren des Instituts.
1969 wurde das Institut im Rahmen der III. DDR-Hochschulreform in Bereich Theaterwissenschaft umbenannt. Nach Schumachers Emeritierung und der Berufung von Münz zum Rektor der Leipziger Theaterhochschule übernahm Joachim Fiebach 1987 die Bereichsleitung.
1990 erfolgte die Umstrukturierung der Theaterwissenschaft als Institut innerhalb des Fachbereichs Kultur- und Kunstwissenschaften. 1994 wurde Wolfgang Mühl-Benninghaus geschäftsführender Direktor des Seminars für Theaterwissenschaft/Kulturelle Kommunikation. 1996, nach der Kürzung einer C3-Professur, verblieben am Seminar eine Professur für Theatertheorie und -geschichte (Joachim Fiebach) und eine für Theorie und Geschichte des Films (Wolfgang Mühl-Benninghaus). Studenten kritisierten die „beharrlichen Abschottungstendenzen“ des Seminars, an dem manches Redemanuskript nur noch antiquarischen Wert besitze.
Im Zuge der Sparmaßnahmen wurde 1998 die Fortführung der Orchideenfächer an der Humboldt-Universität infrage gestellt und die Zusammenlegung mit gleichnamigen Angeboten an der Freien Universität empfohlen. Seit dem Wintersemester 2001/2002 waren an der HU keine Immatrikulationen für den Magisterstudiengang Theaterwissenschaft mehr möglich. Ende Sommersemester 2006 wurde der Studiengang endgültig eingestellt.

### Heute

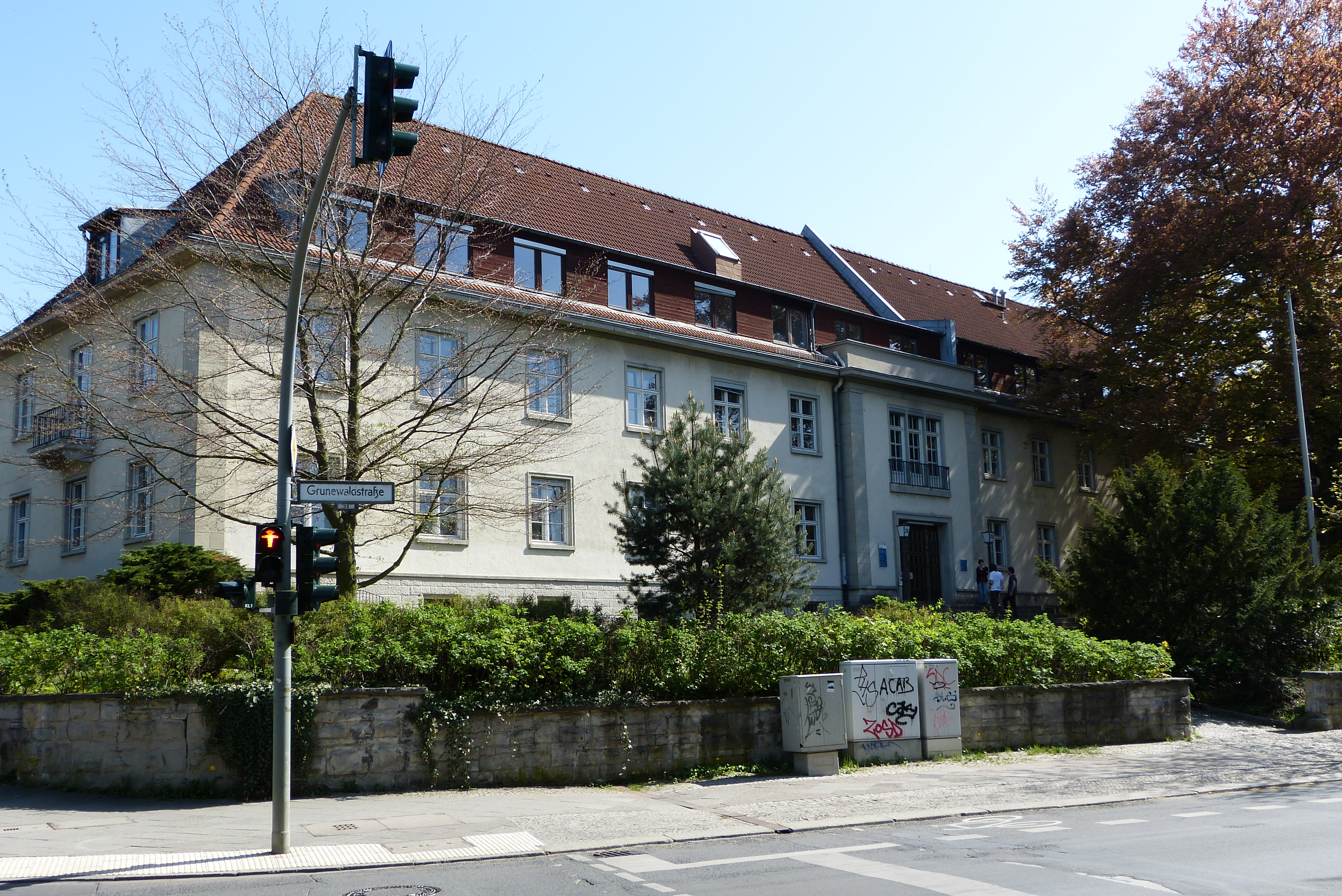
Institut für Theaterwissenschaft in der Grunewaldstraße 35

Das Institut für Theaterwissenschaft an der FU Berlin wird heute von Hermann Kappelhoff geleitet.
Es umfasst heute die Seminare für Theater- und Tanzwissenschaft, für Filmwissenschaft und für Musikwissenschaft.
Professorale Mitglieder des Instituts sind:
- Gabriele Brandstetter (Tanzwissenschaft)
- Erika Fischer-Lichte (nicht mehr in der aktiven Lehre)
- Hermann Kappelhoff (Filmwissenschaft)
- Gertrud Koch (Filmwissenschaft)
- Doris Kolesch (Theaterwissenschaft)
- Jan Lazardzig (Theaterwissenschaft)
- Annette-Jael Lehmann-Kolesch (Theaterwissenschaft)
- Jürgen Maehder (Musikwissenschaft)
- Thomas Morsch (Filmwissenschaft)
- Albrecht Riethmüller (Musikwissenschaft)
- Matthias Warstat (Theaterwissenschaft)
- Gert-Matthias Wegner (Vergleichende Musikwissenschaft)

Außerdem sind am Institut für Theaterwissenschaft folgende Drittmittelprojekte angesiedelt bzw. bestehen Beteiligungen:
- The Aestetics of Applied Theatre (ERC-Projekt)
- Sonderforschungsbereich 1171 "Affective Societies"
- Sonderforschungsbereich 980 „Episteme in Bewegung. Wissenstransfer von der Alten Welt bis in die Frühe Neuzeit“
- Sonderforschungsbereich 626: Ästhetische Erfahrung im Zeichen der Entgrenzung der Künste
- Int. Forschungskolleg „Verflechtungen von Theaterkulturen“ – International Research Center “Interweaving Performance Cultures”
- Exzellenzcluster “Languages of Emotion”
- Internationales Graduiertenkolleg „InterArt“ – International Research Training Group “Interart Studies”